# Iglesia de la Inmaculada Concepción de Mollendo
La Iglesia Inmaculada Concepción es la principal iglesia en la ciudad Mollendo. Está bajo propiedad de la Iglesia Católica. Está ubicado a una cuadra de la plaza de armas de Mollendo frente al mercado San José. La construcción es de estilo neoclásico y tiene una cúpula y una torre.
La Iglesia Inmaculada Concepción fue declarada Patrimonio Cultural de la Nación por la RJ.N° 348-91-INC/J 8 de marzo de 1991.